# Henning Dralle

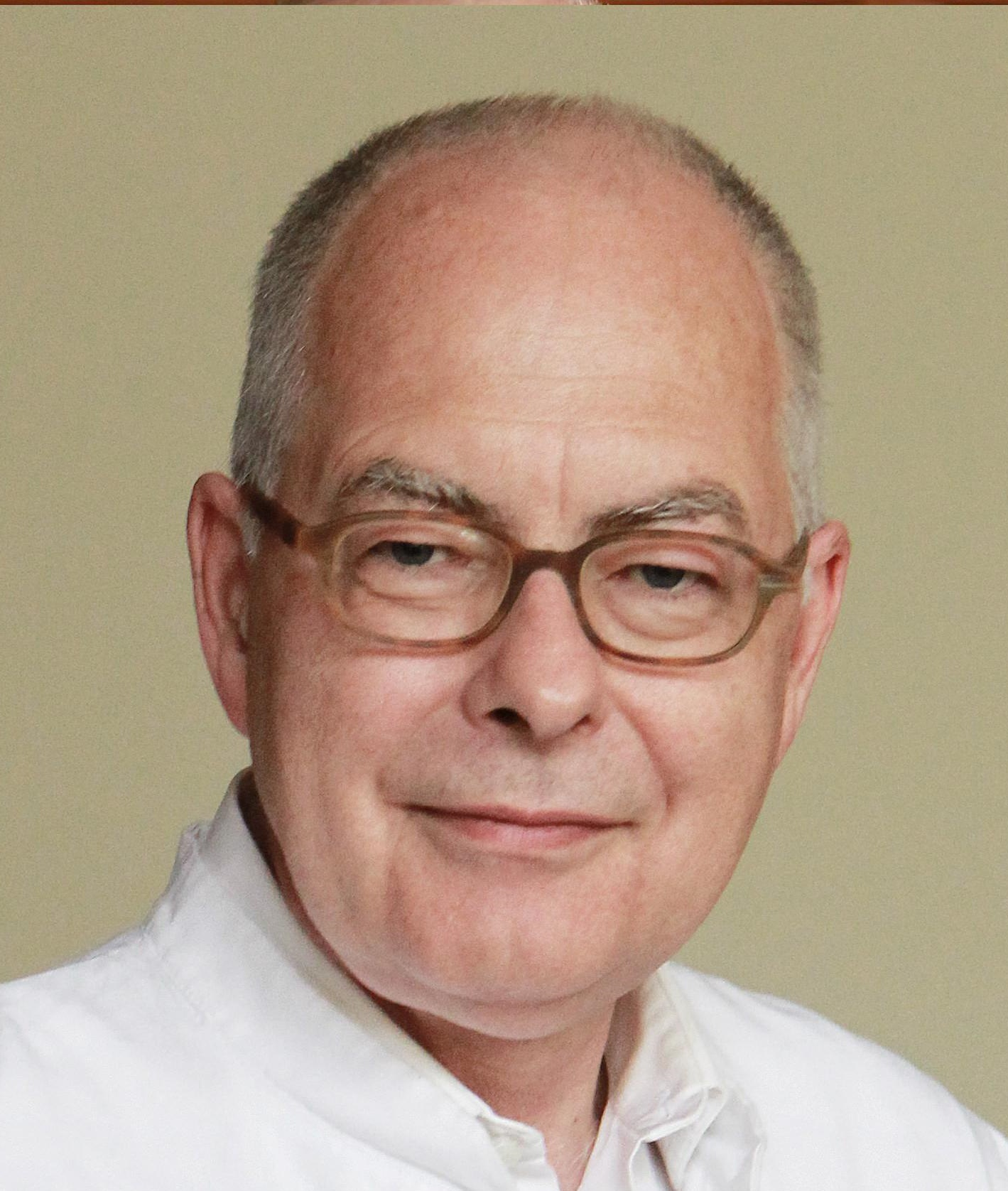
Henning Dralle (2013)

Henning Dralle (* 3. Dezember 1950 in Celle) ist ein deutscher Chirurg und Hochschullehrer.

## Leben
Als Sohn eines Celler Chirurgen besuchte Dralle das Ernestinum Celle und bestand 1968 in Celle als Organist die D-Prüfung. Nach dem Abitur studierte er ab 1969 an der Christian-Albrechts-Universität zu Kiel ein Semester Kirchenmusik und dann Medizin. Später ging er an die Julius-Maximilians-Universität Würzburg und die Johannes Gutenberg-Universität Mainz. An der Universität Hamburg bestand er 1975 das Staatsexamen. Seine Doktorarbeit schrieb er mit einer Kommilitonin am Lehrstuhl für Sozial- und Arbeitsmedizin der Ruprecht-Karls-Universität Heidelberg. 1976 wurde er zum Dr. med. promoviert. Medizinalassistent war er in der Pathologie und in der Chirurgie vom Universitätsklinikum Hamburg-Eppendorf und in der Inneren Medizin vom Marienkrankenhaus Hamburg. 1977 erhielt er die Approbation.
Die ärztliche Ausbildung begann er 1977 in Eppendorf bei Werner Janssen (Gerichtsmedizin) und bei Gerhard Seifert (Pathologie). 1979/80 war er Assistenzarzt in der Allgemeinchirurgie vom Marienkrankenhaus. Anschließend war er bis 1985 Rotationsassistent am Zentrum Chirurgie der  Medizinischen Hochschule Hannover. Dort waren seine Lehrer Harald Tscherne, Hans Georg Borst und vor allem Rudolf Pichlmayr. Als Oberarzt bei Pichlmayr habilitierte er sich 1986. 1990 ernannte ihn die MHH zum außerplanmäßigen Professor.
Am 1. November 1994 übernahm er den Lehrstuhl für Allgemein-, Viszeral- und Gefäßchirurgie der Martin-Luther-Universität Halle-Wittenberg. Er sorgte für einen strukturellen und personellen Neuaufbau der Klinik und der Poliklinik. Er errichtete ein Zentrum für viszeralchirurgische Onkologie mit neuen Operationsmethoden, eine Station für chirurgische Intensivtherapie und eine Computerdokumentation für den Zentral-OP. Der Biomathematiker Carsten Sekulla besorgte eine überregionale Qualitätssicherung für Cholezystektomien, Appendektomien, Dickdarmresektionen und Thyreoidektomien. Etabliert wurde ein Fortbildungsprogramm für das Zentrum Chirurgie, ein Rotationssystem für chirurgische Assistenten in Weiterbildung sowie eine wöchentliche interdisziplinäre Klinikkonferenz. Zum 1. Juni 2016 wechselte Dralle ans Universitätsklinikum Essen, wo er die Leitung des Bereichs „Endokrine Chirurgie“ übernahm.
Dralles Spezialgebiet ist die onkologische Chirurgie von Schilddrüse und Pankreas.
Zum 1. Dezember 2016 übernahm Dralle die Leitung als Klinikdirektor der Klinik für Allgemein-, Viszeral-, Gefäß- und Unfallchirurgie am St. Josef Krankenhaus in Essen-Werden.

## Schriften (Auswahl)
- mit Elisabeth Gast: Dokumentation über Umfang und Entwicklungstendenzen der Berufs- und Erwerbsunfähigkeitsrenten der Arbeiterversicherung in den Jahren 1960–1970. 1976 (Dissertation, Universität Heidelberg, 1976).
- Xenotransplantation menschlicher Schilddrüsengewebe auf thymusdysplastische Nacktmäuse – tierexperimentelle Untersuchungen zur Transplantabilität und thyreotropen Regulation benigner und maligner Strumen. Thieme, Stuttgart 1987 (Habilitationsschrift, Medizinische Hochschule Hannover, 1986).
- als Hrsg.: Die Chirurgenvereinigung Sachsen-Anhalt 1990–2000. Halle 2001, ISBN 3-00-007765-0.
- hrsg. mit Hans Beger, Markus Büchler, Markus Lerch, Peter Malfertheiner, Joachim Mössner, Jürgen F. Riemann: Erkrankungen des Pankreas. Evidenz in Diagnostik, Therapie und Langzeitverlauf. Springer, Berlin/Heidelberg 2013, ISBN 978-3-642-37963-5.
- Endokrine Chirurgie. Evidenz und Erfahrung. Schattauer, Stuttgart 2014, ISBN 978-3-7945-2920-9.

Die Literatur- und Zitationsdatenbank Scopus führt ihn als Autor bzw. Mitautor von 846 Fachpublikationen und schreibt ihm einen h-Index von 86 zu (Stand: 2023).

## Herausgeberschaften
- Der Chirurg, Schriftleiter seit 2012
- Langenbeck’s Archives of Surgery (Co-Editor)
- British Journal of Surgery
- International Journal of Endocrine Oncology
- Polish Journal of Surgery
- The Laryngoscope
- Thyroid Research
- Turkish Journal of Endocrine Surgery
- Updates in Surgery
- World Journal of Endocrine Surgery

## Ehrungen
- Johann-Georg-Zimmermann-Medaille (1982/83)
- Hermann-Kümmell-Preis der Vereinigung Nordwestdeutscher Chirurgen (1985)
- Fellow, Royal College of Surgeons of England (FRCS)
- Fellow, American College of Surgeons (FACS),
- Mitglied der Deutschen Akademie der Naturforscher Leopoldina (2002)[6]
- Ehrenmitglied der Deutschen Gesellschaft für Nuklearmedizin (2006)
- Ehrenmitglied der European Society of Surgery
- Ehrendoktor der Universität Bergen (2012)
- Light of Life Foundation Award (2013)
- Aldo Pinchera Schilddrüsenkrebspreis (2014)[7]
- Ehrenmitglied der Italienischen Gesellschaft Endokriner Chirurgen (2015)
- Ehrendoktor der Jagiellonen-Universität (2015)
- Ehrenmitglied der Polnischen Gesellschaft für Chirurgie (2015)
- Theresienpreis (2015)[8]